# Автомагистраль D4 (Чехия)
Автомагистраль D4 (чеш. Dálnice D4) (до 31.12.2015 Скоростная дорога R4 (чеш. Rychlostní silnice R4)) — строящаяся чешская автомагистраль, соединяющая Прагу с городами Писек и Страконице.

## История
Первый участок дороги был открыт в 1966 году. К 1989 году была полностью готова дорога между городами Прага и Пршибрам. В настоящее время, участок от Праги до Йиловиште (первые 9 км) не считается частью автомагистрали, поскольку не соответствует современным техническим требованиям (основные проблемы: отсутствие альтернативной нескоростной дороги, наличие перекрестков в одном уровне, пешеходных переходов и автобусных остановок). Этот участок обозначен как дорога 4. В 2007—2010 году открыто движение на участке Миротице—Пршедотице.
С 1 января 2016 года скоростная дорога R4 стала автомагистралью D4.